# (2609) Kiril-Metodi
(2609) Kiril-Metodi – planetoida z pasa głównego asteroid okrążająca Słońce w ciągu 3 lat i 114 dni w średniej odległości 2,22 au. Została odkryta 9 sierpnia 1978 roku w Krymskim Obserwatorium Astrofizycznym w Naucznym na Półwyspie Krymskim przez Ludmiłę Czernych i Nikołaja Czernycha. Nazwa planetoidy pochodzi od Cyryla i Metodego, greckich misjonarzy prowadzących misje na terenach Słowian. Przed nadaniem nazwy planetoida nosiła oznaczenie tymczasowe (2609) 1978 PB4.